# آلبایراک هلدینگ
آلبایراک هلدینگ (انگلیسی: Albayrak Holding) شرکت خوشه‌ای ترک است، که در سال ۱۹۵۲ تأسیس شد.